# 라이네 매기
라이네 매기(Laine Mägi, 1959년 2월 3일 ~ )는 에스토니아의 배우, 댄서이다.